# Saison PIHA 2008
Navigation
2007 2009
La saison 2008 est la septième saison de la Professional inline hockey association.
Les Phoenix Dragons sont sacrés champions et remportent la coupe Founders (Founders Cup).